# الین سلیمانوف
الین سلیمانوف (ترکی آذربایجانی: Elin Süleymanov Emin oğlu؛ زادهٔ 1970 (age 50)) دیپلمات اهل جمهوری آذربایجان و سفیر این کشور در ایالات متحده آمریکاست. وی قبلاً مسئولیت کنسولگری جمهوری آذربایجان در لس آنجلس را بر عهده داشت.

## زندگی‌نامه
الین سلیمانوف سال ۱۹۷۹ در شهر باکو در آذربایجان شوروی سابق به دنیا آمد. وی دانش‌آموخته کارشناسی رشته جغرافیا از دانشگاه دولتی آذربایجان در سال ۱۹۸۹ و رشته جغرافیای سیاسی از دانشگاه دولتی مسکو در سال ۱۹۹۲ است. سپس در سال ۱۹۹۴ مدرک کارشناسی ارشد خود در رشته اداره امور عمومی دانشگاه تولیدو واقع در ایالت اوهایو آمریکا کسب نمود.او همچنین در دانشکده حقوق و امنیت بین‌الملل مدرسه عالی «فلتچر» در دانشگاه تافتس واقع در ایالت ماساچوست تحصیل گرفت. الین سلیمانوف اولین آذربایجانی محسوب می‌شود که در این دانشگاه درس خوانده باشد. قبل از شروع کارنامه دیپلماتیک خود، در کمیساریای عالی سازمان ملل متحد برای آوارگان در جمهوری آذربایجان و در میان سال‌های ۱۹۹۵ تا ۱۹۹۷ مؤسسه تحقیقات رسانه‌های آزاد در پراگ فعالیت داشت.

## کارنامه دیپلماتیک
الین سلیمانوف بعد از آنکه به عنوان دبیر اول و وابسته مطبوعاتی در سفارت جمهوری آذربایجان کار کند، به مشاوری ارشد در بخش روابط با کشورهای خارجی در نهاد ریاست جمهوری آذربایجان رسید. ۱۲ نوامبر سال ۲۰۰۵، الهام علی‌اف، رئیس‌جمهوری آذربایجان طی حکمی، الین سلیمانوف را با اعطاء درجه دیپلماتیک فرستاده فوق‌العاده و تام‌الاختیار به عنوان اولین سرکنسول این کشور در لس آنجلس، از توابع ایالت کالیفرنیای ایالات متحده آمریکا، منصوب نمود. وی در مدت سرکنسولگری اش که حوزه اختیاراتش ۱۳ ایالت را پوشش می‌داد، نقش بسزایی در ارتقاء سطح اطلاع آمریکایی‌ها در مورد جمهوری آذربایجان و ایجاد مناسبات فی‌مابنی کشور متبوع خود و تعدادی از ایالات آمریکا از خود نشان داد.
۲۶ اکتبر سال ۲۰۱۱ بود، که الین سلیمانوف به عنوان سفیر جمهوری آذربایجان در ایالات متحده آمریکا تعیین گردید.
وی علاوه بر زبان مادری خود- ترکی آذربایجانی، بر زبان‌های ترکی استانبولی، انگلیسی، روسی و چکی تسلط کامل دارد./>